# Packey Gardner
Benjamin Packey Gardner (ur. 29 maja 1929, zm. przed 2012) – hongkoński hokeista na trawie, uczestnik Letnich Igrzysk Olimpijskich 1964.
Na igrzyskach w Tokio Gardner występował na różnych pozycjach – przez większość turnieju był napastnikiem (cztery spotkania), potem występował na lewej stronie (dwa mecze) a w ostatnim meczu cofnięto go i grał jako „środkowy”. Reprezentował Hongkong we wszystkich siedmiu spotkaniach. Sześć meczów hongkońscy hokeiści przegrali, tylko jedno zremisowali (1–1 z Niemcami). Hongkończycy zajęli ostatnie miejsce w swojej grupie i jako jedyna drużyna na turnieju nie odnieśli zwycięstwa. W klasyfikacji końcowej jego drużyna zajęła ostatnie 15. miejsce. Gardner był najstarszym hongkońskim hokeistą w drużynie olimpijskiej (miał wtedy ponad 35 lat) oraz pełnił funkcję kapitana zespołu.
W internetowym artykule anglojęzycznego czasopisma The South China Morning Post pt. Spirit of '64 still lives on z 20 maja 2012 roku (autor – Alvin Sallay), autor wymienia Packeya Gardnera jako zmarłego.